# Корнева, Марина Евгеньевна
Мари́на Евге́ньевна Ко́рнева (в девичестве — Гу́сева, с 2007 по 2016 — Романько́, с 2016 по 2018 — Неча́ева, с 2018 по 2023 — Гу́сева; род. 5 августа 1986, Фрязино, Московская область) — российская шахматистка, международный мастер (2009).

## Биография
Чемпионка России 2003 года в возрастной категории до 18 лет. В 2005 году стала серебряным призёром первенства России до 20 лет. В составе взрослой сборной России завоевала второе место в командном чемпионате мира 2009 года в Нинбо и стала победительницей командного чемпионата Европы 2009 года в Нови-Саде.
В 2012 , 2013, 2021 году стала победительницей международного шахматного турнира Moscow-open.
Побеждала в Высшей лиге чемпионата России в 2015, 2017 и 2021 году с феноменальным результатом 8.5 из 9.
Двукратный обладатель женского Кубка России (2018 и 2024).
В 2022 году стала серебряным призёром 72-го чемпионата России среди женщин.
В 2016 году вступила в КПРФ и выиграла выборы в городской совет Фрязина. Позже перешла в партию «Единая Россия», с 2020 года — муниципальный депутат городского округа Фрязино.

## Изменения рейтинга
| Графики недоступны из-за технических проблем. См. информацию на Фабрикаторе и на mediawiki.org. |